# 億万長者になった男。
『億万長者になった男。』（おくまんちょうじゃになったおとこ。）は、1994年11月19日公開の日本映画。

## あらすじ
30歳までに億万長者になろうと一流商社に入社した拝島哲也（薬丸裕英）が主人公。新会社を興そうとする。

## キャスト
拝島 哲也
演 - 薬丸裕英
主人公。商社マン。億万長者を目指す。
杉山 明夫
演 - 坂上忍
哲也の幼な友達。将来の夢が見つからないでいる。
笠井 和美
演 - 生稲晃子
哲也の幼な友達。OL。
棟方 薫
演 - 板東英二
哲也が勤める商社の上司。
片瀬 かおり
演 - 渡辺典子
資産家の娘。
千堂 忠男
演 - 宝田明
大物経済人。
中島 妙子
演 - 坂本スミ子（特別出演）
長谷川 修
演 - 夏木陽介（特別出演）
投資家
演 - 江戸家猫八（特別出演）
役名不明
演 - 竜雷太（特別出演）
資産家
演 - 福永法源
その他のキャスト
本郷功次郎
荒井乃梨子
野平ゆき
高木二朗
住田隆
三上真一郎
土屋貴子

## ビデオソフト
- VHS JSVD-42521（1995年）[4]